# Cratere Obock
Obock  è un cratere sulla superficie di Marte.